# Aiguilles du Diable
As Aiguilles du Diable são um conjunto de cinco cumes em forma de agulha do Maciço do Monte Branco nos contrafortes orientais do Monte Branco do Tacul. As Aiguilles du Diable são citadas no n.º 54 das 100 mais belas corridas de montanha, e com os seus 4114 m de altitude máxima fazem parte de Os 4000 dos Alpes.

## Designações
Cada uma tem o seu nome e do NW a SE, chamam-se respetivamente:
- Isolada ou Ponta Branca': 4114 m
- Ponta Carmen: 4109 m
- Ponta Médiane (mediana): 4097 m
- Ponta Chaubert: 4074 m
- e o Corno do Diabo: 4064 m

## Ascensões
- 1923 - Ponta Carmen: a 13 de agosto, por H. Bregeault, Paul Chevalier e Jacques de Lépiney
- 1925 - Isolada: a 8 Jul., por Armand Charlet e A. Ravanel
- la pointe Chaubert et Corne du Diable : le 1er septembre 1925 par J. Chaubert com Armand Charlet et A. Ravanel
- 1926 - Ponta Médiane: a 27 Jul., por E.R. Blanchet e J. Chaubert com Armand Charlet et J. Devouassoux
- 1928 - Travessia das 5 agulhas a começar pelo Corno do Diabo: 4 Ago., por Mrs. O'Brien e R.L.M. Underhill com Armand Charlet e G. Cachat.

## Cinema
As Agulhas do Diabo foram o décor do filme de montanha realizado por Marcel Ichac, e se chamava À l'assaut des aiguilles du Diable - Ao assalto das Agulhas do Diabo.

## Imagens

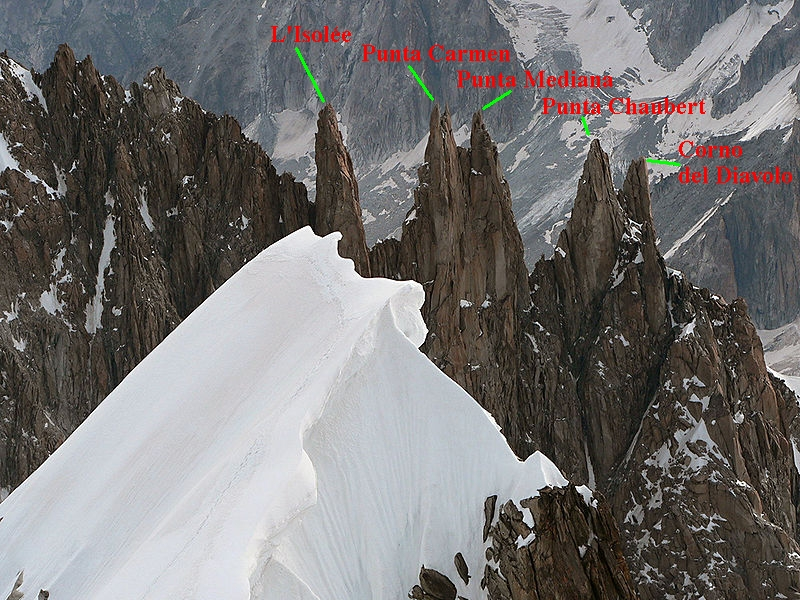
Designações de cada uma
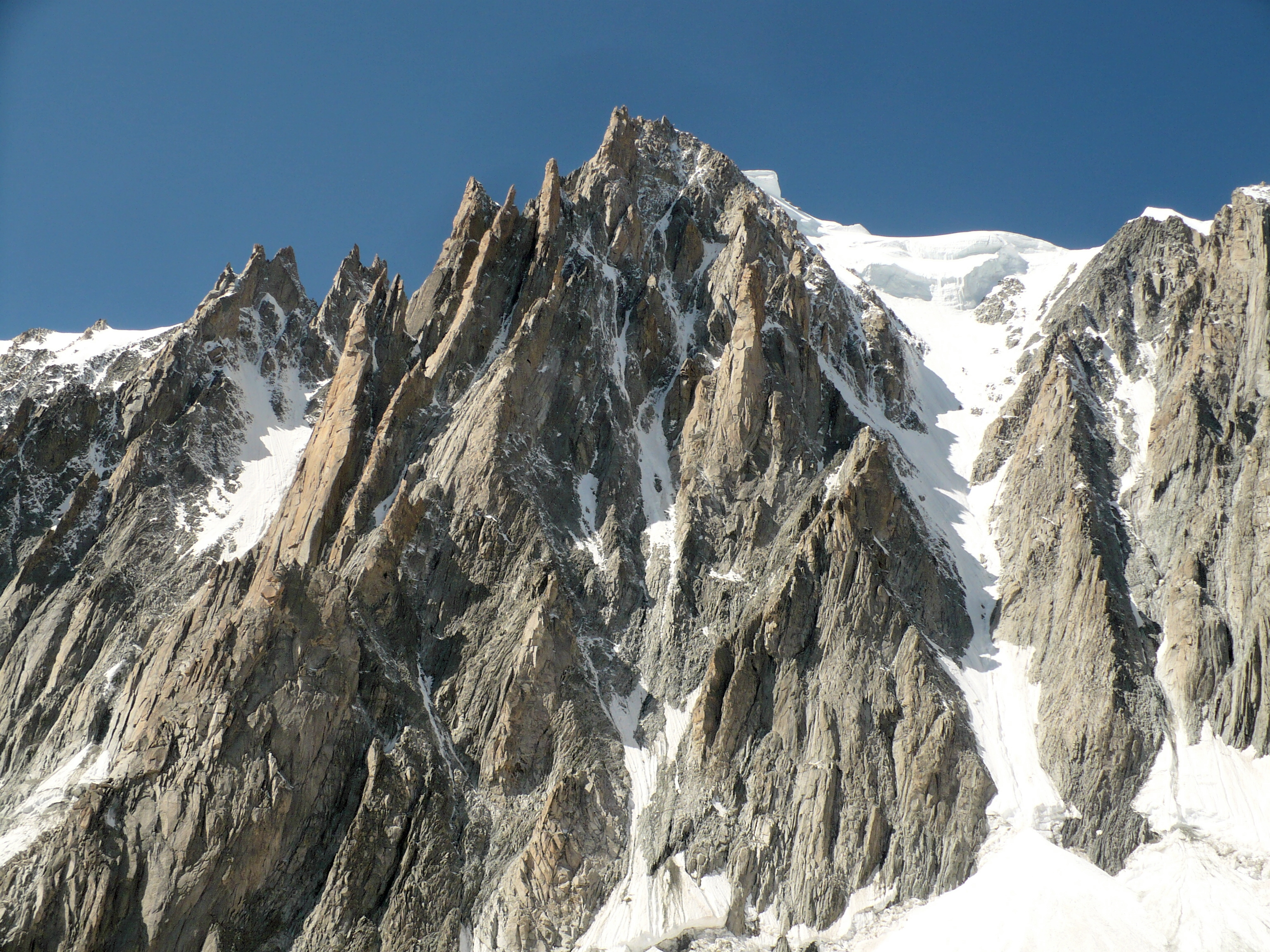
Vistas do Glaciar do Gigante